# 2024년 유럽 의회 선거
2024년 유럽 의회 선거는 2024년 6월 6일부터 9일까지 유럽 연합 (EU)에서 실시된 직접선거이다. 이는 1979년 첫 직접선거 이후 10번째 선거이자 브렉시트 이후 처음으로 열린 유럽의회 선거였다. 27개 회원국의 4억 5천만 명 이상의 인구를 대표하기 위해 총 720명의 유럽 의회 의원(MEP)들이 선출되었다. 이번 선거는 또한 일부 유럽연합 회원국에서 실시된 여러 다른 선거와 같은 시기에 열렸다.

## 상세
유럽 국민당은 2019년 유럽 의회 선거와 동일하게 가장 많은 득표를 얻었으며, 유럽 사회당이 그 뒤를 이었다. 이로서 중도 우파 연합이 과반 이상을 차지하게 되었다.
그리고 2019년 유럽 의회 선거와 달리 유럽 보수와 개혁당, 정체성과 민주주의 등 강경 우파 및 극우 정당들이 과거보다 많은 득표하였다. 특히 프랑스와 독일에서 기존에 지지하던 정당이 아닌 극우 및 대안 정당을 각 국민이 선택함에 따라 극우 정당이 보다 많은 표를 얻었다.

## 결과

유럽 의회 의석(2024)

2019년 선거와 동일하게, 유럽 국민당 그룹과 사회민주진보동맹은 의회에서 과반을 차지하는데 성공하였다. 동시에 강경 우파 및 극우 이념을 지향하는 유럽을 위한 애국자와 유럽 보수와 개혁당, 그리고 주권 국가의 유럽이 두드러지게 약진하였다. 중도 성향을 갖는 리뉴 유럽과 녹색당-유럽 자유동맹은 2019년보다 의석을 적게 확보하였다.

## 영향
유럽 의회 선거 출구조사가 발표된 이후, 프랑스에서는 에마뉘엘 마크롱 대통령이 6월 9일에 의회를 해산하고 새로이 2024년 프랑스 총선을 실시하였다.

### 2024년 유럽집행위원회 위원장 후보 목록
| 범유럽 정당                          | 범유럽 정당                          | 범유럽 정당                          | 유럽의회 그룹                        | 주요 후보자들                    |
| ------------------------------------ | ------------------------------------ | ------------------------------------ | ------------------------------------ | -------------------------------- |
|                                      | EPP                                  | 유럽 국민당                          | 유럽 국민당 그룹                     | 우르줄라 폰데어라이엔            |
|                                      | PES                                  | 유럽 사회당                          | 사회민주진보동맹                     | 니콜라스 슈미트                  |
|                                      | ALDE                                 | 유럽 자유민주동맹당                  | 리뉴 유럽                            | 마리-아그네스 스트랙 짐머만      |
|                                      | EDP                                  | 유럽 민주다                          | 리뉴 유럽                            | 산드로 고지                      |
|                                      | EGP                                  | 유럽 녹색당                          | 녹색당-유럽 자유 동맹                | 바스 아익하웃, 테리 라인트케     |
|                                      | EFA                                  | 유럽자유동맹                         | 녹색당-유럽 자유 동맹, ECR           | 메이리스 로스베르크, 라울 로메바 |
|                                      | ID                                   | 정체성과 민주주의당                  | 정체성과 민주주의                    | 없음                             |
|                                      | ECR                                  | 유럽 보수와 개혁당                   | 유럽 보수와 개혁당                   | 없음                             |
|                                      | PEL                                  | 유럽 좌파당                          | 유럽 의회 좌파 – GUE/NGL             | 발터 바이어                      |
|                                      | ECPM                                 | 유럽기독정치운동당                   | 유럽 국민당 그룹, 유럽 보수와 개혁당 | 발레리우 길리테치                |
| 유럽연합에 의해 인정되지 않는 정달들 | 유럽연합에 의해 인정되지 않는 정달들 | 유럽연합에 의해 인정되지 않는 정달들 | EP Group                             | Lead candidate(s)                |
|                                      | PPEU                                 | 유럽해적당                           | 녹색당-유럽 자유 동맹                | 마르셀 콜라야, 안야 허셀         |
|                                      | Volt                                 | 볼트 유로파                          | 녹색당-유럽 자유 동맹                | 다미안 보에셀라거, 소피 인트벨트 |
|                                      | DiEM25                               | 유럽민주화운동                       | 없음                                 | 없음                             |

## 같이 보기
- 2014년 유럽 의회 선거
- 2019년 유럽 의회 선거
- 유럽 의회
- 유럽 의회 선거구
- 유럽 의회의 정치그룹